# Banate
Banate es un municipio filipino de cuarta clase, perteneciente a la provincia de Iloílo, en las Bisayas Occidentales.

## Historia
Hacia mediados del siglo XIX, el lugar tenía contabilizada una población de 4338 habitantes. Aparece descrito en el primer volumen del Diccionario geográfico, estadístico, histórico de las Islas Filipinas (1850) de Manuel Buzeta Núñez y Felipe Bravo con las siguientes palabras:

BANATE: visita bastante considerable con su teniente de justicia, en la isla de Panay, prov. de Iloilo, dióc. de Cebú, dependiente en lo civil y ecl. de Barota c-Nuevo: hállase sit. en la playa del mar, en la parte oriental de la isla, como á 1 leg. de distancia de la matriz; disfruta de buena ventilacion, y clima saludable. Tiene casas de sencilla construccion y buenos baluartes para su defensa de las incursiones de los moros. Sus habit. se dedican á la agricultura, constituyendo, no obstante, su principal ocupacion la pesca, para los cuales es esta un ramo de industria considerable por su abundancia. Antiguamente esta visita y la de Anilao, formaban un pueblo considerable que se deshizo por motivo de las frecuentes incursiones de los piratas moros. En la actualidad, á beneficio de los buenos baluartes que sus naturales han levantado para defenderse de aquellos, vuelven á tomar incremento, y es de esperar que aprovechándose de su ventajosa situacion dentro de muy breves años será otra vez un pueblo notable. prod. abundante arroz, azúcar y tabaco. ind.: el beneficio de los prod. agrícolas y la pesca: las mugeres se ocupan en los finos tejidos de piña. comercio: la esportacion del sobrante de sus artículos agrícolas é industriales. pobl. 4,338 alm., 683 trib., que ascienden á 6,830 rs. plata, equivalentes á 17,075 rs. vii.
(Buzeta y Bravo, 1850, p. 339)

En 2020, tenía censados 33 376 habitantes.